# Chemin de fer transsaharien

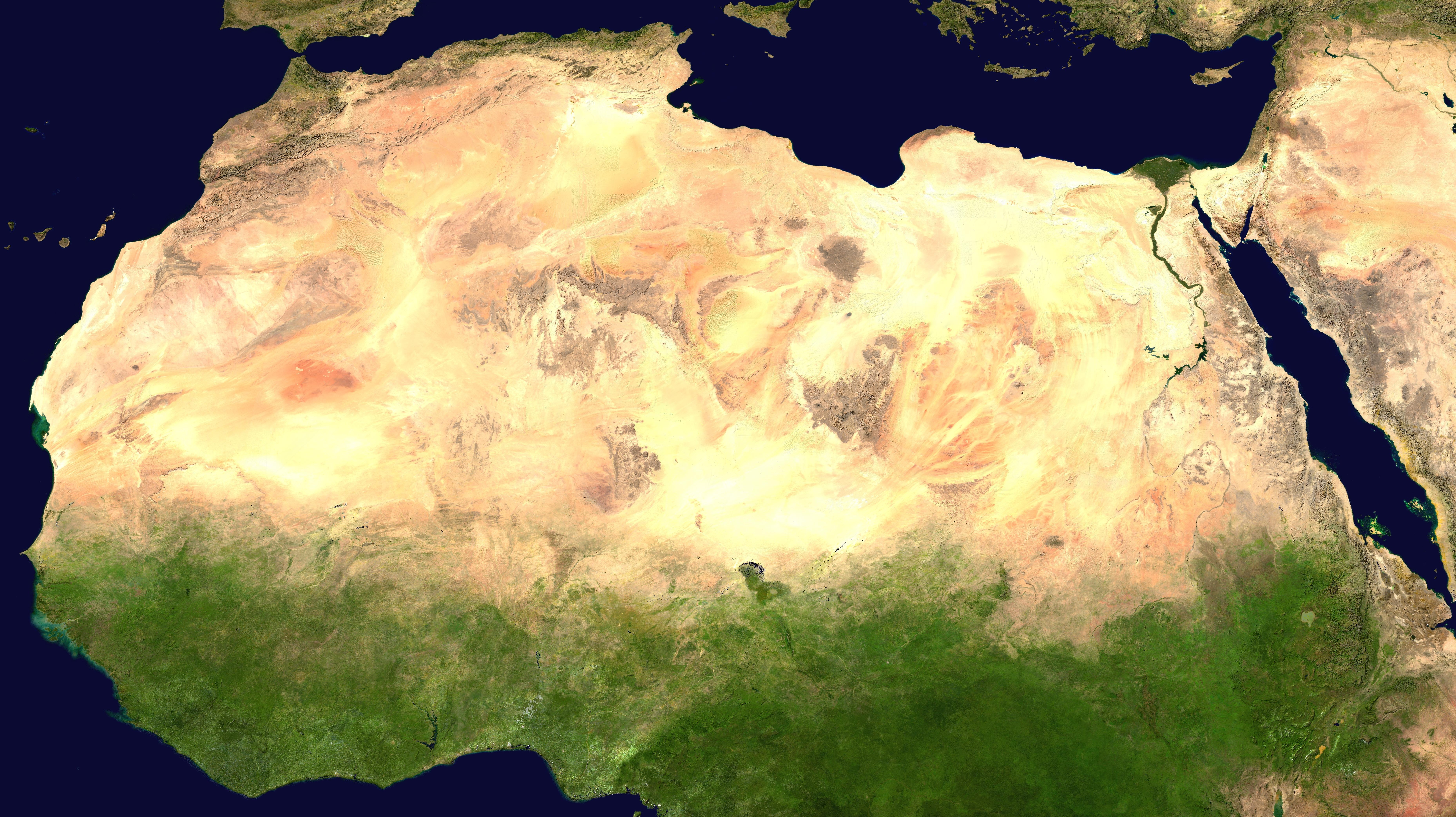
Satellitenaufnahme der Sahara

Die Chemin de Fer Transsaharien (deutsch: Transsahara-Bahn, auch Sahara-Eisenbahn oder Saharaquerbahn) war eine geplante Eisenbahnlinie, welche Nord- und Westafrika nach dem Vorbild der nordamerikanischen transkontinentalen Eisenbahnen für das französische Kolonialreich erschließen sollte. Sie spielte in der Geschichte der französischen Kolonialpolitik eine entscheidende Rolle, obwohl sie nie gebaut wurde.

## Vorgeschichte
Frankreich hatte 1830 Algier unter dem Vorwand erobert, das seit Jahrhunderten andauernde Treiben islamischer Barbaresken-Korsaren im südlichen Mittelmeer vor der Küste der Barbareskenstaaten zu bekämpfen. Tatsächlich aber existierte die algerische Kriegs- und Kaperflotte nicht mehr, sondern war 1827 bei der Schlacht von Navarino untergegangen. Vielmehr suchte der französische König Karl X. nach einem außenpolitischen und militärischen Erfolg, um seine angeschlagene Position in der französischen Innenpolitik zu stabilisieren. Er wurde in der Juli-Revolution dennoch gestürzt, aber Frankreich hatte nun ein überseeisches Territorium besetzt, das nur schwer zu regieren war. In den folgenden 18 Jahren wurden die französischen Kolonialtruppen in immer neue Kämpfe verwickelt, vor allem mit dem legendären Emir von Masqara, Abd ul-Qadir, besser bekannt als Abd el-Kader (1808–1883). Die verlustreichen Kämpfe verboten es der um ihr internationales Ansehen bemühten französischen Regierung, Algier aufzugeben. Stattdessen überschritten die Kolonialtruppen das Atlas-Gebirge und rückten in die nördliche Sahara ein. Gleichzeitig stießen auch französische Verbände von der Kolonie Senegal in die westliche Sahara vor, die von den Mauren und den Fulbe beherrscht war. Das anvisierte Fernziel war der Nigerbogen mit der alten Handelsmetropole Timbuktu.
Die Revolution von 1848 unterbrach diese Expansionsversuche. Frankreichs Kaiser Napoléon III. war an Afrika wenig interessiert und überließ für einige Jahre den Briten den Vortritt. Im Jahre 1849 entsandte die britische Regierung die „Central African Mission“, der auch der deutsche Afrikaforscher Heinrich Barth (1821–1865) angehörte. Diese Expedition konnte mit den Führern der Tuareg des Tassili n'Ajjer, des Ajjer-Gebirges, freundschaftliche Kontakte anknüpfen, und auch in Timbuktu, wo die vereinzelten Vorstöße ehrgeiziger französischer Kolonialkommandanten mit Misstrauen beobachtet wurde, schloss Barth, der einzige europäische Überlebende der Expedition, im Namen der britischen Regierung ein Handels- und Schutzabkommen, das aber von London nie ratifiziert wurde, nachdem seit Mitte der 1850er Jahre das Interesse an der Transsahararoute geschwunden war.
In diese Bresche stießen nun französische Interessensgruppen, die vornehmlich in Algier angesiedelt waren und hofften, einen lukrativen Handel quer durch die Wüste aufnehmen zu können. In ihrem Auftrag besuchte der erst neunzehnjährige Henri Duveyrier (1840–1892) im Jahre 1859 die Tuareg-Führer im Ajjer-Gebirge, mit denen Barth Freundschaft geschlossen hatte. Der starke Mann der Ajjer-Tuareg, Ikhenukhen, suchte nach einem neuen Verbündeten gegen eine drohende Besetzung seines Landes durch die Türken, die von Tripolis aus in die Sahara vorstießen und bereits die Handelsstadt Murzuk im Fessan besetzt hatten. Ikhenukhen signalisierte seine Bereitschaft, mit der französischen Seite einen Vertrag abzuschließen, der 1862 in der Handelsstadt Ghadames unterzeichnet wurde. Zu einem regen Handelsverkehr kam es jedoch nicht, da Napoleon III. zu sehr mit seinen kolonialen Abenteuern in Indochina und Mexiko beschäftigt war.
Henri Duveyrier, der von den Tuareg freundlich aufgenommen worden war, zeichnete in seinen Veröffentlichungen ein idealisiertes Bild der Wüstennomaden, ohne zu durchschauen, dass die Tuareg nicht bereit waren, ihr Handelsmonopol zugunsten einer europäischen Konkurrenz aufzugeben. Sie waren auf den Handel mit der Sahelzone angewiesen und wären allenfalls dazu bereit gewesen, europäische Fertigprodukte als Zwischenhändler nach Süden zu bringen.

## Die Pläne für die Chemin de Fer Transsaharien
Der Deutsch-Französische Krieg von 1870/71 begrub für mehrere Jahre alle Hoffnungen auf eine koloniale Ausdehnung in Nordafrika. Ehrgeizige Politiker im bürgerlich-liberalen Lager um Léon Gambetta hatten jedoch ihre Träume nicht aufgegeben, und als 1877 die monarchistische Rechte eine schwere Wahlniederlage einstecken musste, rückten liberale Köpfe an die Spitze von Staat und Regierung. Sie waren vor allem bemüht, der Öffentlichkeit einen spektakulären Erfolg zu präsentieren, der sie als die bessere politische Option gegenüber den Konservativen auswies. Der Minister für das Verkehrswesen und öffentliche Arbeiten, Charles de Freycinet (1828–1923) ließ sich von Plänen begeistern, mit denen der ansonsten wenig bedeutende Afrikaforscher Paul Soleillet bei Banken und Ministerien hausieren ging: Mit euphorischen Gutachten und teilweise absurden Zahlen über das Handelsaufkommen im Transsaharahandel warb der Forscher für eine Eisenbahnlinie, die von Algier – oder noch besser von Tunis aus – entlang der alten Handelsroute an den Tschad-See ins Königreich Bornu und von dort aus zum Nigerbogen, d. h. nach Timbuktu, führen sollte. Astronomische Gewinne wurden in Aussicht gestellt, und die Eisenbahn durch die menschenfeindlichsten Wüsten sollte der Welt beweisen, dass Frankreich trotz der Schwächung durch Deutschland in der Lage war, eine gigantische technische Meisterleistung zu vollbringen. Die Presse griff diese Fantastereien auf, und auch die Regierung konnte sich diesem Sog nicht mehr entziehen. Erste Gutachterkommissionen wurden eingesetzt, und Fachleute wie Henri Duveyrier wurden um ihre Stellungnahmen gebeten.
In dieser Situation fand in der deutschen Hauptstadt der so genannte Berliner Kongress statt, auf dem die Großmächte – vor allem Großbritannien und Österreich-Ungarn – sich wieder einmal Teile des Osmanischen Reiches aneigneten. Otto von Bismarck bot der französischen Delegation an, sich an Tunis zu bedienen, und signalisierte dem Nachbarn dadurch, dass er bereit sei, jede französische Kolonialunternehmen diplomatisch zu unterstützen, wenn Frankreich seine feindselige Haltung gegenüber dem Deutschen Reich wegen des Verlustes von Elsass-Lothringen aufgebe. Für die französische Koloniallobby war dies ein positives Signal, denn der Besitz von Tunis, das nominell dem osmanischen Sultan unterstand, hätte das Eisenbahnprojekt erleichtert, da die Streckenführung hier nicht durch Gebirge behindert worden wäre. Freycinet, der im Dezember 1879 zum Ministerpräsidenten ernannt wurde, bemühte sich gleich bei Amtsantritt, die Konzessionen für alle geplanten Eisenbahnlinien in Tunis für französische Konsortien zu erwerben, wobei er sowohl auf den heftigen Widerstand von britischen Investoren aus Malta und vor allem von italienischen Bietern stieß, was über mehrere Monate hinweg zu schweren diplomatischen Verwicklungen führte und Bismarck mehrfach zwang, im Interesse Frankreichs bei den anderen Regierungen vorstellig zu werden.

## Höhepunkt der Kampagne und Katastrophe
Im Jahre 1880 traten die Planungen in die entscheidende Phase. Die Besetzung von Tunis schien nur noch eine Frage der Zeit. Mit den nördlichen Tuareg, durch deren Gebiet die Eisenbahnlinie führen sollte, wurden Kontakte aufgenommen. Der Ansprechpartner bei den Ajjer-Tuareg, Ikhenukhen, war zu diesem Zeitpunkt aber längst entmachtet und hatte sich, um seinen Einfluss zumindest dem Anschein nach aufrechtzuerhalten, unter den Schutz der Türken begeben und residierte mehr oder weniger als ihre Marionette in der Karawanenstadt Ghat. Gleichzeitig war ein blutiger Krieg mit den Tuareg des Ahaggar-Gebirges ausgebrochen. Die Warnungen von Reisenden, die in der Sahara gewesen waren, z. B. des Deutschen Erwin von Bary, wurden ignoriert. Der Traum vom „französischen Indien“ in Afrika war mächtiger. Die Verantwortlichen in Paris und Algier sahen nicht ein, dass es völlig unmöglich sein würde, mit Schutzbriefen der Ajjer-Tuareg durch das Ahaggar-Land zu reisen. Ungeachtet aller Einwände wurde im Sommer 1880 eine bewaffnete Expedition unter dem Kommando des Hauptmanns Paul Flatters vom südalgerischen Laghouat zu den Ajjer-Tuareg geschickt. Doch diese weigerten sich, eine Militärabteilung durch ihr Land reisen zu lassen, da dies eindeutig dem Vertrag von Ghadames (1862) widersprach. Flatters musste unverrichteter Dinge in die französische Kolonie zurückkehren.
Schon bald wurde er damit beauftragt, eine zweite Expedition anzuführen. Zu diesem Zweck nahm er Kontakt mit Ahitaghel, dem Amenokal („König“) der Ahaggar-Tuareg, auf. Dieser forderte die französische Seite auf, keinesfalls das Land der Ahaggar-Stämme zu betreten, weil er nicht für den Schutz der Christen garantieren könne. Dies war durchaus zutreffend, denn Ahitaghels eigene Stellung als gewählter Herrscher wankte. Ihm wurde von anderen Anführern vorgeworfen, er habe sich gegenüber den Ajjer-Tuareg zu konziliant verhalten. Als die französische Expedition sich trotz mehrfacher Warnungen dem Ahaggar-Massiv näherte, sah sich Ahitaghel gezwungen, um seiner eigenen Machtposition willen die Franzosen anzugreifen und sich dadurch als militärischer Führer seines Volkes zu präsentieren. Angesichts der waffentechnischen Überlegenheit der Franzosen beschloss er, sie in eine Falle zu locken. Mit Briefen, in denen er einen völlig neuen Ton anschlug, lud er nun Flatters und seine Begleitmannschaft ein, zum Brunnen von Tadjmut zu kommen. Flatters ließ sich ködern und beging den Fehler, am vereinbarten Treffpunkt seine Mannschaft aufzuteilen, so dass die Tuareg leichtes Spiel hatten, als sie im Januar 1881 die Militärkolonne angriffen und die Abteilung, die Flatters persönlich anführte, völlig niedermachten. Ein Teil der Franzosen, die am Brunnen gewartet hatten, konnte sich zwar retten, verdurstete aber in der Wüste. Spätere Heldenlegenden haben das Bild von Verzweifelten gemalt, die sich gegenseitig auffraßen, während die Tuareg zuschauten. Das positive Bild, das Heinrich Barth und Henri Duveyrier von den Nomaden gezeichnet hatten, war in sein Gegenteil umgeschlagen.

## Tunis statt Timbuktu
Die Nachricht von der Vernichtung der Kolonne Flatters traf die französische Öffentlichkeit wie ein Schock. Der französische Konsul in Tripolis fingierte sogar Briefe, die angeblich von Ahitaghel stammten und in denen der Tuareg-Herrscher dem türkischen Gouverneur stolz berichtete, er habe im Namen Allahs die Christen vernichtet und erbitte Unterstützung durch die türkische Armee. Die Fälschung war offensichtlich, denn die Tuareg des Ahaggar-Gebirges hatten keine Veranlassung, sich in den Dienst des Sultans zu stellen, aber angesichts einer anti-islamischen Hysterie, die mehrere europäische Länder erfasst hatte, passten solche Dokumente bestens zur allgemeinen Stimmung. Zur selben Zeit beriet die Nationalversammlung über den endgültigen Schlag gegen Tunis. Es gab genügend Kritiker wie Georges Clemenceau, der dem neuen Ministerpräsidenten Jules Ferry vorwarf, er nähere sich zu sehr an den Erzfeind Deutschland an und betreibe überdies eine Politik, von der nur das Großkapital profitieren werde. Fast zur gleichen Zeit wie die Nachricht über das Scheitern der Expedition Flatters wurde in Paris bekannt, dass es im Grenzgebiet zwischen der Kolonie Algerien und der Regentschaft Tunis zu bewaffneten Auseinandersetzungen mit aufrührerischen Kabylen-Kriegern gekommen war. In der aufgepeitschten Atmosphäre konnten die wenigsten Franzosen zwischen Tunis und Tuareg unterscheiden, und die Nationalversammlung stimmte am 23. April 1881 mit einem Verhältnis von 421 zu 1 für die notwendigen Kredite zur Mobilisierung der Kriegsflotte und der landgestützten Verbände, die zum Einmarsch in Tunis benötigt wurden. Auch Otto v. Bismarck drängte die französische Seite, die Schlappe nicht hinzunehmen, sondern ihre Präsenz in Nordafrika zu stärken.
Mit der Besetzung von Tunis am 12. Mai 1881 begann nach Ansicht der Geschichtswissenschaft für Frankreich das Zeitalter des „Neuen Imperialismus“, gleichzeitig wurde das Transsaharien-Projekt in die Schublade gelegt. Zwar kursierten noch bis zum Ersten Weltkrieg Broschüren, in denen der Traum von einer Eisenbahn durch die Wüste immer wieder reaktiviert wurde, aber die französischen Kolonialpolitiker hatten eingesehen, dass sich die Investitionen für ein solch gigantisches Prestigeprojekt nie amortisieren würden. Nur kleinere Strecken von der Küste aus in die nördliche Sahara wurden realisiert. Das Land der Tuareg blieb mehr als ein Jahrzehnt lang eine Tabuzone, bis in den 1890er Jahren ehrgeizige Militärs, teilweise ohne direkten Auftrag des Kolonialministeriums, in Richtung Timbuktu vorrückten, das 1894 vom späteren Marschall Joseph Joffre besetzt wurde. Das Ahaggar-Land fiel erst 1902 in die Hände der Franzosen.
In Frankreich wurde unmittelbar nach der Katastrophe vom Januar 1881 nach einem Sündenbock gesucht. Die politische Führung um Freycinet und Ferry war nicht bereit einzugestehen, dass sie einem Phantom nachgejagt war. Als Schuldiger stand nun der Afrikaforscher Henri Duveyrier am Pranger, dem zur Last gelegt wurde, er habe die Tuareg, die sich als brutale Mörder erwiesen hätten, in einem viel zu positiven Licht dargestellt. Duveyrier versuchte sich zu rehabilitieren, indem er die Schuld der puritanischen Sanussiya-Bewegung zuschob und wider besseres Wissen behauptete, diese fundamentalistische Bruderschaft habe die muslimische Bevölkerung der Sahara zum Hass gegen die Christen angestiftet. Duveyrier hielt dem ständigen Druck nicht Stand. Er verfiel in Depressionen und nahm sich 1892 das Leben.
Während des 2. Weltkrieges wurden die Planungen weitergeführt und mit dem Bau der Mittelmeer-Niger-Bahn begonnen.